# Logania evora
Logania evora är en fjärilsart som beskrevs av Hans Fruhstorfer 1917. Logania evora ingår i släktet Logania och familjen juvelvingar. Inga underarter finns listade i Catalogue of Life.